# Queer as Folk (serie televisiva 2000)
Queer as Folk è una serie televisiva statunitense-canadese prodotta tra il 2000 e il 2005 da Showtime e Temple Street Productions. Si tratta del remake dell'omonima serie televisiva inglese creata da Russell T. Davies, andata in onda dal 1999 al 2000.
Il titolo della serie nasce da un'espressione dialettale di alcune zone del nord dell'Inghilterra: «there's nought so queer as folk», che significa «non c'è nulla di così strano come la gente»; dove la parola queer in inglese significa, oltre che "strano", anche omosessuale.

## Trama
(Michael Novotny nel primo episodio della serie)
Pittsburgh, inizio anni 2000. Brian Kinney incontra fuori da una discoteca gay il diciassettenne Justin Taylor e lo porta a casa con sé, iniziandolo alla sua vita sessuale. Justin si innamora subito di Brian del quale sembrava essere innamorato anche Michael Novotny, amico di gioventù di Brian e sfortunato in amore e vita sessuale come anche gli amici Emmett Honeycutt e Ted Schmidt. Nel frattempo Melanie Marcus e la sua compagna Lindsay Peterson (precedentemente incinta grazie alla donazione di sperma da parte di Brian) diventano mamme del piccolo Gus.
Justin, innamorato di Brian, inizia a perseguitarlo e inseguirlo ovunque; la madre del ragazzo scopre la sua omosessualità e la accetta con fatica, grazie anche all'interessamento di Debbie Novotny, la madre di Michael. Il padre non è altrettanto comprensivo e Justin è costretto ad andare a vivere fuori di casa. In seguito i due genitori divorziano e Justin va a vivere permanentemente da Brian. Grazie al suo innato talento per le arti figurative, viene ammesso all'Università delle belle arti di Pittsburgh.
Michael nasconde la sua omosessualità al lavoro e frequenta per un breve periodo una sua collega, ignara del fatto che sia gay. Va in seguito a convivere per quasi un anno con il medico David Cameron, che però lascia quando questi si trasferisce fuori città. In seguito conosce e sposa Ben Bruckner, un professore universitario sieropositivo, e con lui salva e adotta un ragazzo di strada. Michael lascia il suo lavoro da commesso per dedicarsi a tempo pieno alla sua passione per i fumetti: compra una fumetteria e inizia a produrre, grazie alle abilità da disegnatore di Justin, un comic chiamato Rage (Furore).
Ted ha problemi a trovare un uomo e intraprende inizialmente una storia d'amore travagliata col tossicodipendente Blake. Viene licenziato dal suo lavoro come contabile perché sorpreso a guardare porno sul posto di lavoro e diventa manager di un sito web dedito proprio alla pornografia. Si innamora dell'amico Emmett, presto ricambiato; quando però perde il lavoro cade in depressione e ha una brutta esperienza con le droghe, il Crystal in particolar modo, che lo costringe a farsi ammettere in una casa di cura, dove a sorpresa ritrova Blake che nel frattempo si è disintossicato ed ha intrapreso il lavoro di consulente contro le dipendenze.
Emmett intanto si convince di poter "guarire" e tornare eterosessuale frequentando un gruppo della Chiesa; presto però si rende conto di amarsi così com'è e abbandona l'idea. Lavora per un certo periodo di tempo per il sito pornografico di Ted, sotto lo pseudonimo di Fetch Dixon, diventando una celebrità nell'ambiente LGBT.
Linz e Mel invece entrano in crisi a causa di Brian che non rinuncia ai diritti di genitore su Gus, impedendo a Mel di adottarlo e facendo sì che ella si senta sempre più esclusa dal nucleo famigliare. In seguito Brian decide di firmare i documenti; le due donne si sposano (anche se senza riscontro legale) e decidono di avere un secondo figlio, questa volta con l'ausilio di Michael, da cui nascerà una figlia chiamata poi Jenny Rebecca.

## Episodi
| Stagione         | Episodi | Prima TV originale |
| ---------------- | ------- | ------------------ |
| Prima stagione   | 22      | 2000-2001          |
| Seconda stagione | 20      | 2002               |
| Terza stagione   | 14      | 2003               |
| Quarta stagione  | 14      | 2004               |
| Quinta stagione  | 13      | 2005               |

## Produzione
A questa versione statunitense di Queer as Folk hanno partecipato vari registi canadesi noti per i loro lavori indipendenti (Bruce McDonald, David Wellington, Kelly Makin, Jeremy Podeswa e Michael De Carlo per citarne alcuni) così come il famoso regista australiano Russell Mulcahy (Highlander - L'ultimo immortale) che ha diretto l'episodio pilota.
Gli sceneggiatori sono stati Ron Cowen e Daniel Lipman, che sono anche i produttori esecutivi delle serie con Tony Jonas, precedente presidente della Warner Bros. Television. Altri sceneggiatori nelle ultime stagioni sono stati Michael Mac Lennan, Efrem Seeger, Brad Fraser, Del Shores e Shawn Postoff.
La serie Queer as Folk è ambientata nella città di Pittsburgh (Pennsylvania), che venne scelta per essere la più simile a Manchester. Dal momento che a Pittsburgh non c'è una comunità gay così grande come quelle di San Francisco o New York, la maggior parte delle scene sulla Liberty Avenue sono state filmate a Toronto, scelta come centro direttivo della serie per i suoi bassi costi di produzione e per l'affidabilità della sua industria televisiva e cinematografica.
Riguardo al motivo della chiusura della serie, da notare che Showtime si preoccupò per la crescita dei costi di produzione dovuti all'aumento del dollaro canadese; secondo altri la rete televisiva non voleva essere reputata come una rete televisiva "solo per gay" e per questo motivo cancellò lo show. Pubblicamente però gli ideatori Ron Cowen e Daniel Lipman affermarono di non aver progettato storie successive e si venne inoltre a sapere che l'attore Randy Harrison (Justin) non avrebbe preso parte alla sesta stagione. Showcase stava facendo ottimi guadagni grazie alla vendita degli spazi pubblicitari e prese in considerazione l'acquisto della serie, che si rivelò però troppo costosa.

## Temi affrontati
I percorsi narrativi esplorati hanno incluso: il coming out, il matrimonio tra persone dello stesso sesso, l'uso e l'abuso di droghe per divertimento, l'adozione da parte di coppie dello stesso sesso, l'inseminazione artificiale, i vigilanti, le aggressioni contro i gay, il sesso sicuro, la sieropositività, la prostituzione minorile, i ministri di culto gay, la discriminazione sul posto di lavoro basata sull'orientamento sessuale, l'industria pornografica di Internet e i bug-chasers (individui sieronegativi che secondo la leggenda urbana cercano attivamente di diventare sieropositivi).
La serie si è fatta notare per la descrizione, in qualche modo franca, del modo di vivere e del sesso gay: le scene provocatorie abbondano a partire dal primo episodio che contiene la prima scena di sesso (che include masturbazione reciproca, sesso anale e rimming) tra due uomini. Va comunque rilevato che nella quinta stagione la serie abbandona il tono scanzonato e irriverente dei primi episodi, dando maggior rilevanza alle grandi questioni politiche e sociali legate all'universo gay.
La serie affronta anche tematiche quale l'utilizzo di stupefancenti e il sesso promiscuo nei gay club, argomenti che però non hanno suscitato controversie.

## Personaggi e interpreti
- Brian Kinney (stagioni 1-5), interpretato da Gale Harold.
- Justin Taylor (stagioni 1-5), interpretato da Randy Harrison.
- Michael Novotny (stagioni 1-5), interpretato da Hal Sparks.
- Deborah "Debbie" Novotny (stagioni 1-5), interpretata da Sharon Gless.
- Theodor "Ted" Schmidt (stagioni 1-5), interpretato da Scott Lowell.
- Emmett Honeycutt (stagioni 1-5), interpretato da Peter Paige.
- Lindsay "Linz" Peterson (stagioni 1-5), interpretata da Thea Gill.
- Melanie "Mel" Marcus (stagioni 1-5), interpretata da Michelle Clunie.
- David Cameron (stagione 1), interpretato da Chris Potter.
- Benjamin "Ben" Bruckner (stagioni 2-5), interpretato da Robert Gant

### Personaggi ospiti
- Victor "Vic" Grassi (stagioni 1-4), interpretato da Jack Wetherall.
- Jennifer Taylor (stagioni 1-5), interpretata da Sherry Miller.
- James "Hunter" Montgomery (stagioni 3-5), interpretato da Harris Allan.
- Craig Taylor (stagioni 1,3,5), interpretato da John Furey.
- Daphne Chanders (stagioni 1-5), interpretata da Makyla Smith.
- Blake Wyzecki (stagioni 1,3-5), interpretato da Dean Armstrong.
- Leda (stagione 2), interpretata da Nancy Anne Sakovich.
- Carl Horvath (stagioni 2-5), interpretato da Peter MacNeill.
- George Schickle (stagione 2), interpretato da Bruce Gray.
- Ethan Gold (stagioni 2-3), interpretato da Fabrizio Filippo.
- Christopher "Chris" Hobbs (stagioni 1-2,4), interpretato da Alec McLure.
- Cyndi Lauper (stagione 5).

## Messa in onda
Su Showtime dopo ogni episodio appariva sullo schermo l'avviso: «Queer as Folk è una rappresentazione delle vite e degli amori di un gruppo di amici gay. Ciò non significa che rifletta tutti gli aspetti della società omosessuale». In Canada veniva invece trasmesso prima di ogni messa in onda e dopo gli spot pubblicitari il messaggio: «Questo spettacolo contiene scene di nudo, linguaggio esplicito e riferimenti sessuali: la visione è consigliata ad un pubblico adulto».
La serie divenne velocemente lo spettacolo numero uno di Showtime negli Stati Uniti: inizialmente rivolto ad un pubblico gay maschile, in seguito una considerevole fetta di spettatori si è rivelata essere costituita da donne eterosessuali.
La trasmissione ha avuto grande successo d'ascolto sia per la statunitense Showtime che per la canadese Showcase. Quest'ultima dovette allungare la messa in onda fino a un'ora e dieci minuti ad episodio per farci rientrare tutti gli spazi pubblicitari richiesti.

### In Italia
La messa in onda della serie TV Queer as Folk è stata alquanto disordinata: è stato possibile vedere le prime tre stagioni e alcuni episodi della quarta su GAY.tv (canale satellitare) in lingua originale con sottotitoli in italiano. La serie è cominciata ad andare in onda dal 2002, dopo la serie originale inglese. La serie statunitense ha subito vari cambiamenti nella programmazione serale e notturna su questa emittente: ci sono state delle repliche di molti episodi e l'interruzione verso la fine della quarta stagione per «cause di forza maggiore». In un secondo momento la programmazione di Queer as Folk è stata spostata su Sky ed il canale Jimmy: la serie questa volta è stata presentata con un doppiaggio in italiano e riproposta per intero dalla prima stagione. Queer as Folk è stata poi trasmessa sul canale digitale terrestre Iris, in terza serata, dal lunedì al venerdì, per buona parte dell'inverno, per poi andare in onda a tarda notte a partire dalla primavera del 2008. Torna in replica sempre in orario notturno a partire da maggio 2019 sul canale Mediaset Premium Stories di Sky.

## Curiosità
- Gli attori della serie si sono ritrovati per la prima volta a Colonia in una convention chiamata Rise'n Shine dall'8 al 10 giugno 2012. Una seconda reunion si è poi svolta online il 1 maggio 2020, a distanza di 20 anni dalla prima messa in onda della serie, per raccogliere fondi per la comunità LGBT colpita dal COVID-19.[1]
- Peter Paige aveva sostenuto il provino per la parte di Ted, ma i produttori pensarono che sarebbe stato perfetto per interpretare Emmett.
- Inizialmente la maggior parte degli attori mantenne ambiguo il suo orientamento sessuale alla stampa in modo tale da non provocare congetture tra i telespettatori. In seguito Randy Harrison (Justin), Peter Paige (Emmett), Robert Gant (Ben) e Jack Wetherall (Vic) hanno affermato di essere gay, mentre il resto del cast ha dichiarato di essere eterosessuale o ha comunque evitato il pubblico dibattito sul proprio orientamento sessuale.